# Натриашвили, Ираклий
Ираклий Натриашвили (груз. ირაკლი ნატრიაშვილი; также Юрий Натриашвили) — грузинский профессиональный регбист, играл на позиции нападающего первой линии (хукер) за национальную сборную Грузии, в национальных чемпионатах Франции, Румынии, Грузии .

## Биография
Ираклий Натриашвили родился 25 января 1984 года в городе Маяковский (ныне Багдати) Грузинской ССР. Выступал за румынский «Фарул Констанца», за французские клубы — «Брив», «Клермон», «Тулон» и вновь в Румынии — за команду «Штиинца Бая-Маре». В конце игровой карьеры, завершённой в 2021 году, Натриашвили выступал в грузинском клубе «Хареби». На международном уровне Иракли Натриашвили дебютировал 29 апреля 2006 года в Одессе в победном матче против Украины в рамках чемпионата Европы. Всего игрок провёл 40 матчей за сборную.